# Pritchardia tertialis
Pritchardia tertialis là một loài ruồi trong họ Asilidae. Pritchardia tertialis được Bromley miêu tả năm 1932.